# Bernt Balchen
Bernt Balchen, DFC, né le 23 octobre 1899 à Tveit et mort le 17 octobre 1973 à Mount Kisco (État de New York), est un pionnier de l'exploration polaire et de l'aviation américaine d'origine norvégienne. Ses états de service dans l'United States Army Air Force durant la Seconde Guerre mondiale sont à l'envergure de son expertise arctique, qui aida les Alliés en Scandinavie ainsi qu'en Europe du Nord. Après la guerre, il continua d'être une personne influente au sein de l'United States Air Force tout comme dans la société en général.

## Premiers débuts
Né dans la ferme Myren à Tveit, près de Kristiansand, en Norvège, Balchen servit comme cavalier dans l'armée finlandaise contre les Russes lors de la Première Guerre mondiale avant de devenir pilote dans la force aéronavale norvégienne en 1921 où il fit ses premières expériences de vol en conditions arctiques.

## Aviation
En 1925, Bernt Balchen fut pilote pour l'expédition Amundsen-Ellsworth devant cartographier le Spitzberg. L'année suivante, il devint membre de l'expédition arctique Amundsen-Ellsworth-Nobile, qui tenta de survoler en avion le pôle Nord. À la suite d'une décision de dernière minute prise par Amundsen, Balchen ne fut pas choisi pour le vol final. Plus tard, en 1958, dans son autobiographie, Balchen soutint que les concurrents d'Amundsen, Richard E. Byrd et Floyd Bennett (en), avaient échoué dans leur propre tentative d'aller et revenir du pôle en avion quelques jours plus tôt. Balchen base son raisonnement sur des calculs qu'il réalisa avec les vitesses et données de navigation de Byrd.
En 1926, sponsorisé par Joseph Wanamaker, Balchen vola avec le Ford Trimotor Josephine Ford comme copilote et navigateur de Floyd Bennett sur un itinéraire incluant plus de 50 villes américaines, promouvant ainsi l'aviation commerciale comme un moyen de transport sûr, fiable et pratique.
En 1927, Balchen effectua, avec Richard E. Byrd, le premier vol expérimental de l'United States Postal Service au-dessus de l'océan Atlantique. Le mauvais temps et les mauvaises conditions de visibilité rendirent l'atterrissage impossible, malgré de multiples tentatives. Quand l'avion arriva a court de carburant, Balchen arriva à amerrir près des côtes françaises. L'équipage en sortit indemne
Les 28-29 novembre 1929, Balchen devint la première personne à voler au-dessus du pôle Sud, pilotant pour Byrd.
À cause de sa réputation d'expert de l'aviation polaire et transatlantique, Balchen fut engagé en 1931 par Amelia Earhart en tant que conseiller technique pour un vol transatlantique en solo. Dans une tentative de leurrer la presse de l'époque, Earhart confia son Lockheed Vega à Balchen qui était supposé préparer un vol en Antarctique. Balchen amena le Vega à la fabrique d'avion Fokker sur les hauteurs d'Hasbrouck, dans le New Jersey. De là, lui et ses mécaniciens Frank Nagle et Eddie Gorski préparèrent l'avion pour le record à venir. Le fuselage fut renforcé pour emporter des réservoirs supplémentaires de carburant, jusqu'à 420 gallons (1 600 litres) de carburant. Des instruments supplémentaires furent aussi installés. Une fois ces modifications effectuées, Earhart traversa avec succès l'Atlantique le 20 mai 1932.

## Seconde Guerre mondiale
Durant la Seconde Guerre mondiale, Balchen fut responsable de la préparation du camp d'entraînement Little Norway (littéralement « Petite Norvège ») utilisé par les pilotes norvégiens en exil à côté de Toronto, au Canada. Plus tard, en tant que colonel de l'US Army Air Force, il surveilla l'établissement de la base polaire de l'USAAF à Qaanaaq (Groenland), ainsi que celui de la base aérienne Sondre Stromfjord alors connu sous le nom de « Bluie West Eight », qui devait être utilisée pendant la guerre pour convoyer les avions vers l'Europe. Entre septembre 1941 et novembre 1943, Balchen fit en sorte que son personnel fût entraîné à la survie en milieu polaire et à des techniques de sauvetage, ce qui permit par la suite de sauver les vies de nombreux hommes dont l'avion s'était écrasé dans les glaces du Groenland.
Le 7 mai 1943, Balchen mena avec succès un bombardement qui détruisit le seul poste avancé allemand au Groenland, une station météo équipée de batteries antiaériennes sur la côte est du Groenland. Sa destruction perturba les capacités des forces allemandes à prédire la météo sur l'Atlantique Nord et sur l'Europe.
Balchen fut alors placé sur le théâtre de guerre européen, pour gérer les bases aériennes de Luleå - Kallax au nord de la Suède. Elles furent construites pour harasser et contester la supériorité aérienne de la Luftwaffe sur la Finlande et sur le territoire occupé de la Norvège. Il aida à mettre en place une voie d'évacuation entre le Royaume-Uni et la Suède, ce qui permit à des nombreuses personnes de fuir les nazis. 
De mars à décembre 1944, Balchen commanda une opération de transport aérien qui permit d'évacuer au moins 2 000 Norvégiens, 900 Américains et 150 personnes d'autres nationalités du territoire suédois.
Balchen commanda aussi des opérations aériennes de transport clandestin, transportant du matériel stratégique ainsi que de nombreux diplomates et officiers des forces armées alliées. De juillet à octobre 1944, 64 tonnes de réserves opérationnelles furent acheminées d'Écosse en Norvège occupée. Entre novembre 1944 et avril 1945, Balchen fit transporter vers la Suède 200 tonnes de provisions et d'équipements arctiques venant d'Angleterre qui furent utilisées pour rendre secrets les transports au sol entre la Suède et la Norvège. Durant l'hiver 1945, en utilisant des avions C-47 sous son commandement, Balchen envoya de l'équipement de communication au nord de la Norvège qui se révéla d'une valeur inestimable pour les forces alliées sur ce théâtre d'opération.
Un autre Norvégien servit à Kallax sous les ordres de Balchen durant cette période, et devait devenir l'un de ses proches amis : le marin biologiste et futur explorateur Thor Heyerdahl, connu plus tard pour les expéditions Kon-Tiki et Ra I et II.

## Après la guerre
Après la guerre, Balchen resta colonel de l'United States Air Force. De novembre 1948 à janvier 1951, il commanda le 10e escadron de sauvetage, qui avait son quartier général en Alaska mais dont les opérations s'étendaient sur le tiers de l'Amérique du Nord, afin d'aller porter assistance aux équipages écrasés au sol. Il mena l'escadron dans le développement de techniques qui sont maintenant universellement utilisées en condition de temps froid et en opérations de sauvetage. Balchen supervisa pour l'armée américaine le développement du de Havilland Canada DHC-2 Beaver, qui devait devenir l'avion de recherche et de sauvetage en milieu arctique par excellence. En mai 1949, pendant qu'il commandait le 10e escadron, il fit voler un C-54 Skymaster de Fairbanks (Alaska) à la base aérienne de Thulé, au Groenland, en passant par le pôle Nord, devenant ainsi la première personne à avoir survolé les deux pôles.
Balchen fut le principal responsable du développement et du perfectionnement de la base aérienne de Thulé, construite en secret en 1951, sous des conditions climatiques difficiles, qui permit d'étendre la portée du Strategic Air Command, augmentant son effet dissuasif sur l'Union des républiques socialistes soviétiques dans le contexte de la Guerre froide.
Après son départ de l'USAF en 1956, Balchen continua de servir dans l'Air Force comme consultant dans le domaine de l'aviation et des industries énergétiques. Dans sa Norvège natale, Balchen devait devenir une force maîtresse pour l'établissement de la Det Norske Luftfartselskap (en) (DNL ; Compagnie norvégienne aérienne) qui devait être l'une des premières compagnies aériennes à effectuer des vols commerciaux entre les États-Unis et l'Europe en survolant le pôle Nord. DNL fusionna par la suite avec les compagnies aériennes danoise et suédoise pour former Scandinavian Airlines.
Balchen continua de travailler en tant que consultant jusqu'à sa mort en 1973 à Mount Kisco, dans l'État de New York.

## Honneurs et récompenses
Balchen fut lauréat du Trophée Harmon. Il reçut également les récompenses militaires suivantes :
- la Army Distinguished Service Medal
- la Legion of Merit
- la Distinguished Flying Cross
- la Air Medal (États-Unis)
- commandeur avec étoile de l'ordre de Saint-Olaf (plus haute distinction norvégienne)
- l'American Campaign Medal (États-Unis)
- l'European-African-Middle Eastern Campaign Medal (États-Unis)
- la World War II Victory Medal
- la American Defense Service Medal (États-Unis)

Balchen est un des rares Norvégiens à être enterré au Cimetière national d'Arlington. Il est enterré dans la section 2, tombe 4969, juste à côté de l'amiral Byrd.

## Citations
Sur la pierre tombale de Balchen sont gravés ces mots :

« Today goes fast and tomorrow is almost here. Maybe I have helped a little in the change. So I go on to the next adventure looking to the future but always remembering my teammates and the lonely places I have seen that no other man saw before. »

Qui peuvent se traduire ainsi :

« Aujourd'hui s'écoule vite, demain est déjà presque là. J'ai peut-être aidé un peu au changement. Ainsi je pars vers ma prochaine aventure, regardant le futur mais me rappelant toujours mes camarades et les endroits isolés que j'ai contemplés et que nul autre avant moi n'avait vus. »